# 1999年中国中央电视台春节联欢晚会
1999年中国中央电视台春节联欢晚会（简称1999年央视春晚）是中国中央电视台于1999年2月15日（农历戊寅十二月三十除夕）為慶祝兔年新年舉辦的綜藝性文藝晚會，于当晚20:00播出。由《综艺大观》栏目组的刘铁民、朱彤、黄海涛、陈雨露、周晓东担任导演，赵忠祥、倪萍、朱军、周涛、曾志伟、沈殿霞担任主持人。此外，本届春晚还首次尝试互联网直播，尽管因当时技术所限，分辨率“只有一张邮票大小”。

## 前期安排

### 导演
1998年9月，中央电视台公开招标1999年春节晚会的导演，《综艺大观》节目组的刘铁民、陈雨露、黄海涛、周晓东及《文化视点》导演朱彤夺标，这五人同年10月组成本届春晚的导演组，其中刘铁民担任导演组组长，朱彤担任晚会节目总体策划并负责晚会的对外宣传，陈雨露负责歌舞节目，黄海涛主要负责导演喜剧类节目，周晓东负责晚会编舞和音响。

### 主持人
截至1998年，赵忠祥已主持14届春晚，但当时已近退休年龄，能否主持1999年春晚一事一度成疑。赵忠祥和倪萍最终仍然得以进入主持人名单，与朱军、周涛及香港演员曾志伟、沈殿霞共同主持本届春晚。

### 方案确定
早在1999年春晚剧组成立之初，便有观众批评历届春晚歌手“假唱”的做法，导演组成员周晓东为此建议本届春晚全部采用真声演唱，该建议尽管引发了较大争议，但最终仍被采纳，中央电视台为此调拨30余万元资金对一号演播大厅的声音环绕技术进行技术改造。
由于澳門回歸在即，本届春晚导演组安排了较多的港澳台演员上场，这届春晚由此成为当时港澳台演员最多的一届。

## 节目单
| 序号 | 类型          | 节目名 | 表演者 |
| 1    | 开场歌舞      | 《玉兔迎春》 | 河北省歌舞剧院、河北省艺术学校、吉林省歌舞团、贵州遵义杂技团、空军蓝天幼儿艺术团、武汉邮政艺术团、吉林省戏曲学校                                                                                         |
| 2    | 歌舞          | 《欢乐中国年》 | 孙悦、解小东、成都军区战旗歌舞团 |
| 3    | 相声          | 《同喜同乐》 | 大山、卡尔罗、露露、莫大伟 |
| 4    | 小品          | 《将心比心》 | 高秀敏、范伟、黑妹 |
| 5    | 歌曲          | 《山路十八弯》 | 李琼 |
| 6    | 歌曲          | 《对面的女孩看过来》 | 任贤齐 |
| 7    | 小品          | 《老将出马》 | 赵丽蓉、巩汉林、金珠 |
| 8    | 歌曲联唱      | 《瑞雪兆丰年》 | 吕薇、湘女、朱砂、陈思思、杨华、李星、刘春梅、贺继红 |
| 9    | 杂技          | 《滚环》 | 广州军区战士杂技团、成都军区战旗歌舞团 |
| 10   | 相声          | 《瞧这俩爹》 | 冯巩、牛群 |
| 11   | 歌舞          | 《风风火火走一回》 | 吕继宏、于文华、李丹阳、耿为华、成都军区战旗歌舞团 |
| 12   | 小品          | 《爱父如爱子》 | 严顺开、凯丽、李丁、王景 |
| 13   | 歌舞          | 《新吉利话》 | 林依轮、李红、王璐遥、戴娆、钟梅、河北省歌舞剧院、河北省艺术学校 |
| 14   | 小品          | 《真情30秒》 | 孙涛、林永健、毛孩、周炜、范雷 |
| 15   | 歌曲          | 《常回家看看》 | 陈红、蔡国庆、张迈、江涛 |
| 16   | 歌曲          | 《为了谁》 | 祖海、佟铁鑫 |
| 17   | 小品          | 《打气儿》 | 黄宏、句号 |
| 18   | 金曲回顾1     | ⑴《辣妹子》 ⑵《说句心里话》 ⑶《珠穆朗玛》 | 宋祖英 郁钧剑、阎维文 彭丽媛 |
| 19   | 小品          | 《昨天今天明天》 | 赵本山、宋丹丹、崔永元 |
| 20   | 金曲回顾2     | ⑴《走进新时代》 ⑵《在那桃花盛开的地方》 ⑶《十五的月亮》 ⑷《送吉祥》                                                                                    | 张也 蒋大为 董文华 卢秀梅、刘斌 |
| 21   | 相声          | 《白吃》 | 奇志、大兵 |
| 22   | 舞蹈          | 《春》 | 刘敏、成都军区战旗歌舞团、河北省歌舞剧院、吉林市歌舞团、吉林省戏曲学校 |
| 23   | 歌舞          | 《大年三十包饺子》 | 王馥荔、姜昆等、首都师范大学艺术系演员 |
| 24   | 小品          | 《球迷》 | 郭达、蔡明、郭冬临 |
| 25   | 京剧名段荟萃  | ⑴《对花轮》 ⑵《锁麟囊》 ⑶《打龙袍》 ⑷《坐宫》 ⑸《定军山》                                                                                              | 演唱者：袁惠琴、胡璇 舞蹈；阎红霞 演唱者：张火丁、刘桂娟、李海燕 孟广禄、邓沐玮、陈俊杰 舞蹈：王迪 李豪楠 演唱者：赵秀君、王蓉蓉、张萍 舞蹈：徐燕 于魁智、李军                                           |
| 26   | 歌曲          | 《风，请你告诉我》 | 胡晓平、莫华伦、梁宁、欧美同学会合唱团（北京演播厅）、 田浩江、黄莺、迪里拜尔、叶英、于吉星、栾峰、苗青（海外）                                                                                          |
| 27   | 歌曲          | 《床前明月光》 | 梅艳芳 |
| 28   | 歌曲          | 《激情飞越》 | 韦唯、黄伟麟、苏芮、温兆伦及众歌星 |
| 29   | 歌曲          | 《七子之歌——澳门》及澳门濠江中学校长杜嵐讲话 | 容韵琳领唱 |
| 30   | 歌曲          | 《春暖花开》及何厚铧讲话 | 周艳泓、甘苹、谢雨欣、眉佳、张媛媛、王向云 |
| 31   | 歌舞          | 《鼓震神州》 | 小香玉、旁边、星星、山西小香玉希望艺术学校、北京建雄文工团 |
| 32   | 小品          | 《减肥变奏曲》 | 曾志伟、沈殿霞、潘长江、李琦等 |
| 33   | 歌舞          | 《快乐指南》 | 林萍、陈明、景岗山、黄格选、武汉邮政艺术团 |
| 34   | 音乐剧        | 《新龟兔赛跑》 | 杨洪基、王静、尹相杰、董浩、安宁、宋丽娜、释小龙 |
| 35   | 三人舞        | 《吉祥》 | 刘晶、吕浪、石泉 |
| 36   | 歌曲          | 《春天的钟》 | 程志、顾欣、魏松、银河少年电视艺术团 |
| 37   |               | 零点钟声 | |
| 38   | 联唱          | 《民族欢歌》 ①《亚克西》 ②《鸟打铃》 ③《有一个美丽的地方》 ④《花儿与少年》 ⑤《扎西德勒》 ⑥《桂花开放幸福来》 ⑦《编花篮》 ⑧《腾飞的骏马》 ⑨《爱我中华》 | 0 阿不力孜、古丽夏提 金月女 阿依信 孙静、马小晨、王庆君、杨亚平、高音 宗庸卓玛、郭瓦加毛吉、拉姆措、泽娜卓玛 刘媛媛 刘爱玲、鲍蓉、周芳、陈淑敏、刘迎春 道尔吉仁钦、吉日木图 曲比阿乌、罗宁娜、梦鸽、陈真 |
| 39   | 歌曲          | 《为祖国乾杯》 | 幺红、郑咏、郑莉、胡雁、刘君侠、戴玉强、丁毅、于乃久 |
| 40   | 结束曲/片尾曲 | 《难忘今宵》（最后一曲） | 结尾伴奏 |

## 春晚历届为你报时
| 年份                      | 赞助商             | 標語口號                                             |
| 直播报时                  | 直播报时           | 直播报时                                             |
| ------------------------- | ------------------ | ---------------------------------------------------- |
| 1999年2月15日晚20:00:00   | 广东东莞步步高电子 | （表盘显示：步步高电器祝全国人民新年步步高）         |
| 重播报时                  |                    |                                                      |
| 1999年2月16日中午12:00:00 | 四川射洪沱牌曲酒   | （表盘显示：四川沱牌曲酒股份有限公司向全国人民拜年） |

## 影响
本届春晚中所演唱的歌曲《常回家看看》为本届春晚的经典歌曲；而依照央视节目《实话实说》为原型创作的小品《昨天 今天 明天》也是本届春晚的经典小品之一，其中出现了对1993年春节晚会歌曲《涛声依旧》的恶搞桥段。
值得一提的是，本届春晚的所有歌手均为真唱；此外还首次进行了网上直播并首次在演播大厅内放置一口钟，由倪萍及四位分别来自北京、香港、澳门、台湾的儿童共同敲响。此外，该年春晚是赵丽蓉参加的最后一届。

### 收视情况
央视索福瑞娱乐研究于1999年2月15日当晚对全国100个城市的2002个家庭进行的电话调查显示，2002个家庭之中在访问时点上正在收看本届春节联欢晚会的家庭为1858户，占92.81%；正在收看央视春节歌舞晚会的家庭为7户，占0.35%；正在收看央视春节戏曲晚会的家庭为6户，占0.30%，正在收看地方台办的春节联欢晚会的家庭为21户，占1.05%；正在收看贺岁片的家庭为1户，占0.05%；收看其他电视节目的家庭为48户，占2.4%；没有收看电视的家庭为60户，占3%。如计入地方台对本届春晚的转播，在被调查的2002户居民中，收看过本届春晚者占调查样本的94.76%，其中有87.03%（计1651户）的观众收看了本届春晚的全程，有5.17%的观众收看了大部分，有3.9%的观众“断断续续”地收看了本届春晚，还有3.9%的观众只看了本届春晚直播的一小部分。
在首次尝试的网络直播方面，中央电视台和北京电信的统计结果显示，1999年2月15日当天共有46万1千人次访问过本届春晚的直播网站，其中12.4万人次实际观看了晚会直播。由于线路过于繁忙和当时互联网的技术所限，当晚只有83000人次观看春晚直播。在对此次网络直播的调查中，三分之二的访问者是海外华人观众。
然而中国社会调查事务所在1999年2月25日—3月13日进行的调查显示，有选择性地收看春晚及完全不看春晚的人在逐步增加，被调查者对春晚的批评包括晚会形式老旧、新人新品不多、节目质量越来越差，甚至有7.1%的人认为春节晚会应该停办。

## 问题
本届春晚临时加播的贺电过多，使得演出进度比预计减慢了16分钟，再加上部分节目超时，原定在零点前播出、由朱军主持、六位大学生参与的小品《辩论会》被导演撤下，该节目在春晚播出前曾被部分媒体看重，但零点前的时段最为紧张，导演对该节目的安排引发了公众对春晚导演组“推出新人”诚意的质疑。《辩论会》及姜昆相声《回眸望九》等春晚未能播出的节目最后在1999年3月27日举行的观众喜爱的’99春节晚会节目颁奖晚会中播出。
此外，本届春晚零点报时前出现了30余秒的空余时间，而赵忠祥在主持敲钟仪式时对此准备不足。